# Sochinsogonia aniliga
Sochinsogonia aniliga är en insektsart som beskrevs av Young 1986. Sochinsogonia aniliga ingår i släktet Sochinsogonia och familjen dvärgstritar. Inga underarter finns listade i Catalogue of Life.